# World Sturgeon Conservation Society
Die World Sturgeon Conservation Society (WSCS) ist eine internationale Vereinigung von Wissenschaftlern, die den Schutz und die Erholung der weltweiten Störbestände zum Ziel hat.
Zu diesem Zweck fördert sie die Erforschung der Störe und veranstaltet Workshops und Konferenzen. Sie fördert außerdem den Austausch von Informationen über Störe zwischen Wissenschaftlern und Politikern und hat es sich zum Ziel gesetzt, die Öffentlichkeit zu informieren.
Die WSCS wurde 2003 in Neu Wulmstorf gegründet, wo sie auch ihren Sitz hat. Präsident der Gesellschaft ist Harald Rosenthal, Vizepräsident ist Paolo Bronzi.